# 2006年拉斐爾·納達爾網球賽季

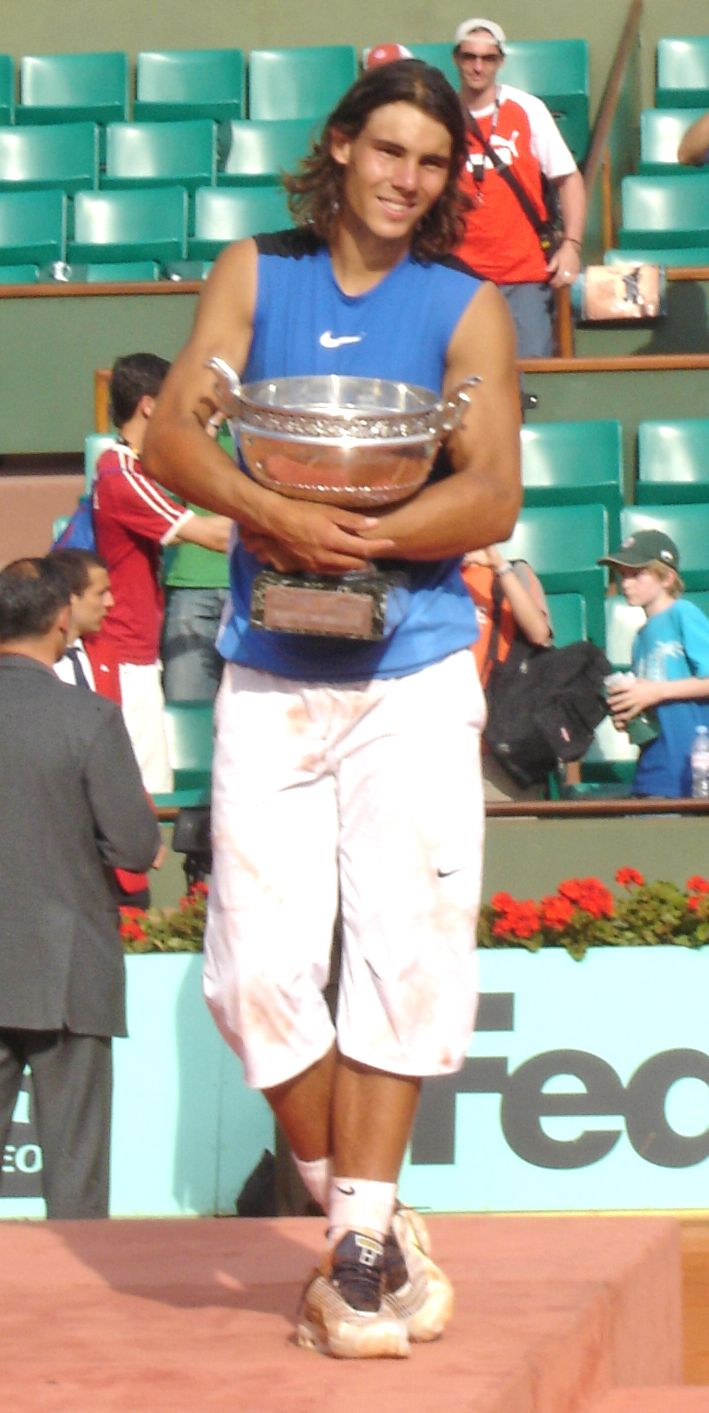
納達爾衛冕法網冠軍

隨著天才少年納達爾的竄起，當代男子網壇第一二名的競爭也逐漸白熱化，儘管在積分上暫時未能撼動球王費德勒，但兩人多達6次對壘，納達爾在今年交手前4次都獲得最後勝利，在紅土球場更取得絕對優勢，是少數對戰球王贏多敗少的球員，加上兩人對決內容精彩，已成為當代男網最令人期待的戲碼。
2006年，澳網因腳傷而退出。
不過2月到5月間，納達爾先後在杜拜、蒙特卡洛與羅馬三項決賽中，連續在費德勒面前搶下冠軍。其中蒙特卡洛、羅馬兩項大師賽更是二連霸，延續他紅土不敗的顯赫戰績。
春季硬地賽季，法國馬賽13公開賽，納達爾進入四強後，以6-2, 3-6, 5-7遭到2001年澳網亞軍與地主球員克莱芒逆轉淘汰。杜拜網球錦標賽納達爾進入決賽後，以2-6, 6-4, 6-4逆轉擊敗費德勒，印第安維爾斯大師賽進入四強，以5-7, 3-6直落二盤遭到美國球員布萊克淘汰，邁阿密大師賽第二輪首戰，以6-2, 1-6, 1-6遭到同鄉兼前輩莫亞淘汰。
紅土賽季，連續四場賽事奪冠，達成24連勝，蒙地卡羅大師賽進入決賽後，以6-2, 62-7, 6-3, 7-65擊敗費德勒，隔週巴塞隆納公開賽進入決賽後，以6-4, 6-4, 6-0直落三盤擊敗同胞罗布雷多，羅馬大師賽進入決賽後，再與費德勒交手，雙方互相拉鋸，最終第五盤搶七化解兩記冠軍點而險勝，以60-7, 7-65, 6-4, 2-6, 7-65鏖戰五盤擊敗費德勒，也追平博里在青少年時期奪得的16座ATP單打冠軍，
5月，法網，身為衛冕冠軍的納達爾在首輪勝出後，便已打破阿根廷球手維拉斯（Guillermo Vilas）保持的53場红土賽連勝紀錄，維拉斯頒予納達爾一座玻璃獎盃作為紀念，不過又評論納達爾的紀錄與他比較起來沒有那麼印象深刻，因為他已有連續兩年連勝的氣勢以及在他的賽程中輕易地奪冠，之後納達爾一路挺進決賽，與距離生涯大滿貫只差法網的費德勒再度交手，納達爾在先輸一盤的狀況下連贏三盤，最後以1-6, 6-1, 6-4, 7-64的比分二度掄元。這不僅是納達爾對決球王5連勝，也是費德勒首次在大滿貫決賽中嚐到敗績。
無懈可擊的红土60連勝、連續擊敗世界第一的表現，納達爾已經證明了自己是當代男子網壇在紅土賽場最有宰制力的選手，成為新一代的「红土之王」。
延續去年氣勢，納達爾至今一連串驚豔網壇的表現，讓他得到2006年勞倫斯世界體育獎青睞，榮獲「年度最佳新人獎」。
同年溫網，身為第2種子的納達爾打敗阿格西等好手，一路闖進決賽，企圖挑戰費德勒四連霸的偉業與世界第一的位置，最終雖以0-6, 65-7, 7-62, 3-6落敗，不過卻也拿下一盤，這已經是當時他在草地比賽的最佳成績，也終止費德勒創造不失一盤而奪冠的紀錄。費、納兩人也是網球公開賽年代唯一一組同年度在法網與溫網決賽皆遭遇的對戰組合。
美網，首次進入八強，雖以6-3, 5-7, 7-65, 6-1敗給俄羅斯好手尤日尼，不過已是最佳成績。
網球大師盃，納達爾進入四強後，以4-6, 5-7直落二盤不敵費德勒。
2006年的年終排名是世界第二，是繼美國名將阿格西之後，首位連續兩年排名世界第二的選手。